# シーニゲプラッテ
シーニゲプラッテ (Schynige Platte) は、スイス、ベルン州、ベルナー・オーバーラント地方の山である。麓の村、ヴィルダースヴィルからシーニゲプラッテ鉄道で山頂付近のシーニゲプラッテ駅（標高1967ｍ）まであがることができる。

## 概要

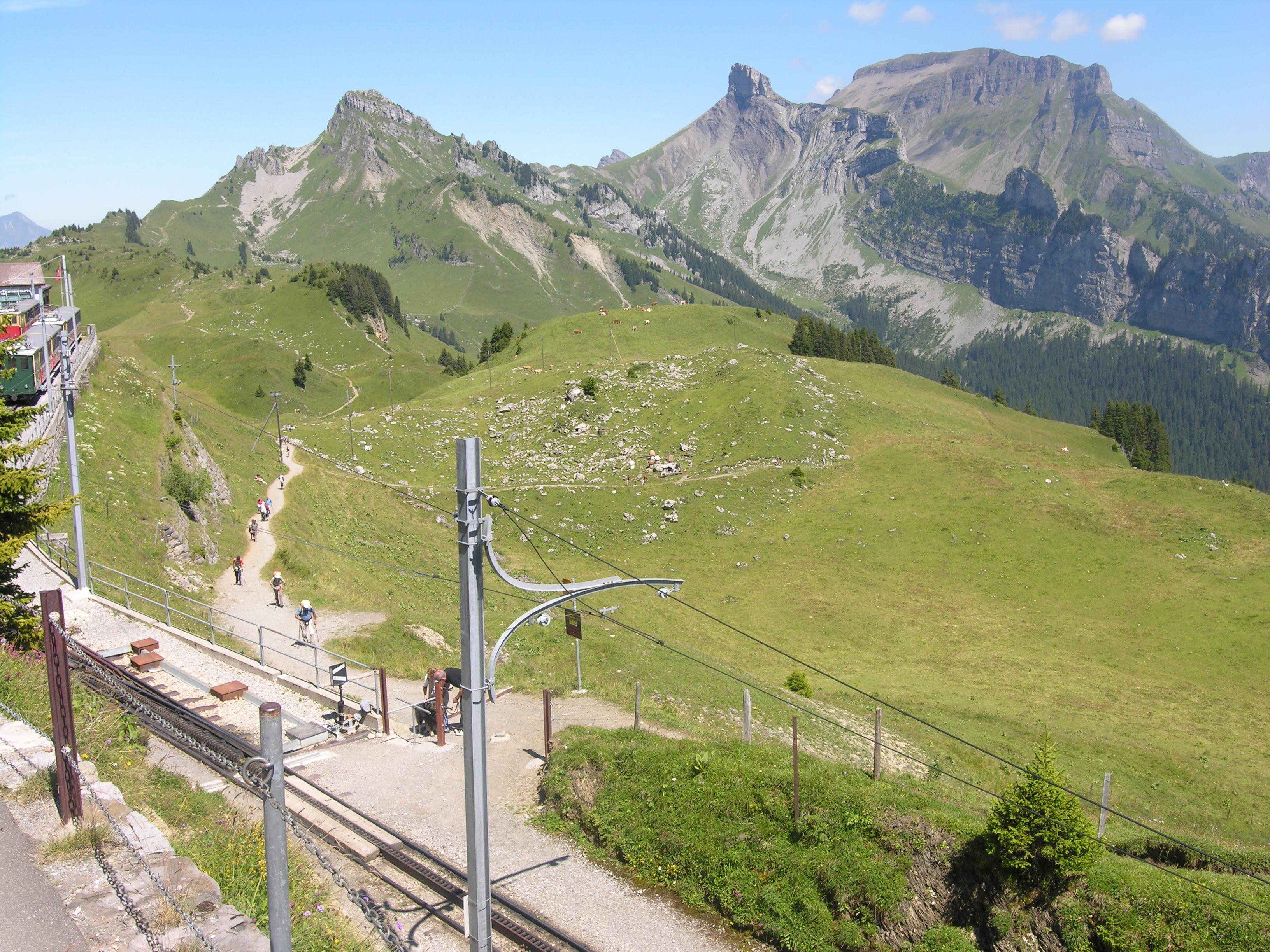
シーニゲプラッテ駅からの眺望

シーニゲプラッテは、アイガー、メンヒ、ユングフラウのユングフラウ三山をはじめ、ベルナーアルプスの眺望が広がり、ユングフラウ地方有数のビューポイントのひとつとなっている。シーニゲプラッテ鉄道は、1893年に開通した歴史を誇る登山電車。標高差約1380ｍを50分で結んでいる。2016年からスイストラベルパスを持っていれば追加料金無しで乗車できる区間となり、旅行者の便宜が高まった。年に数回の特別運行日には、120年以上の伝統を受け継ぐ蒸気機関車の特別運行が実施されている。
シーニゲプラッテ駅付近には、約600種類の高山植物が栽培されているシーニゲプラッテ高山植物園があり、園内の遊歩道を歩きながら時期に応じたさまざまな花を鑑賞することができる。シーニゲプラッテ駅に隣接した位置にあるシーニゲプラッテ山岳ホテルは、鉄道が敷設される前に建てられた伝統の山岳ホテル・レストランである。2011年に全面改装され、レストランの収容人数も約200席と大幅に拡張された。シーニゲプラッテ鉄道とシーニゲプラッテ山岳ホテルは、例年5月下旬から10月中旬までの営業で、冬期は休業となる。
シーニゲプラッテと、途中ファウルホルンを経てフィルスト展望台を結ぶ人気のハイキングコースもある。
2014年6月にスイスを訪問中の皇太子徳仁親王がシーニゲプラッテを訪れて園内を散策。
日本とスイスの国交が樹立して150周年を迎える年に、2国間の友好がさらに深まる機会となった。